# Hilbersdorf (Saksen)
Hilbersdorf is een dorp in de gemeente Bobritzsch-Hilbersdorf in de Duitse deelstaat Saksen. Op 1 januari 2012 fuseerde de voormalige gemeente met Bobritzsch.

## Geografie
Het waldhufendorf Hilbersdorf ligt aan een zijrivier ten oosten van de Freiberger Mulde en grenst in het zuiden aan Weißenborn/Erzgeb., in het westen en noorden aan Freiberg. Freiberg bevindt zich op 3 kilometer afstand en Dresden op 33 km. Tot Hilbersdorf behoorde ook de kern Muldenhütten.

## Geschiedenis
Hilbersdorf werd rond 1166 onder de naam Hildebrandisdorf voor het eerst genoemd. De stichting van het dorp is vermoedelijk terug te voeren op het jaar 800 en werd oorspronkelijk naar een boer genaamd Hildebrand vernoemd. De ontwikkeling van Hildersdorf werd grotendeels door de vondst van zilver in de omgeving bepaald.
De gemeente behoorde tot aan de fusie met Bobritzsch op 1 januari 2012 tot de Verwaltungsgemeinschaft Freiberg.